# Президентские выборы в Камеруне (2011)
Президентские выборы в Камеруне состоялись 9 октября 2011 года. Действующий президент Поль Бийя баллотировался ещё на один срок после того, как конституционная поправка, принятая в 2008 году, устранила ограничения по срокам. Бийя был переизбран с 78 % голосов.

## История
Некоторые требования оппозиции относительно избирательных прав для диаспоры были выполнены до выборов, когда в июле 2011 года законодатели приняли поправку к закону о выборах.

## Кандидаты
Давний лидер оппозиции Ни Джон Фру Нди также баллотировался в качестве кандидата на выборах. Пятьдесят других человек подали документы в избиркоме, избирательные комиссии, стремящихся баллотироваться в качестве кандидатов в президенты. Наблюдатели рассматривали оппозицию как анемичную и ожидали, что Бийя легко выиграет перевыборы.
Даниэль Сох Фон из Объединённой социалистической партии перед выборами высказался в поддержку Бии.

## Проведение
Посол Соединённых Штатов в Камеруне Роберт П. Джексон и бывшая колониальная держава Франция раскритиковали выборы, сославшись на нарушения. Несколько политических партий заявили, что они будут оспаривать результаты.
Глава Миссии Африканского союза по наблюдению в Камеруне, бывший премьер-министр Мали Ибрагим Бубакар Кейта заявил в своём докладе, что судьи Африканского Союза сочли голосование «свободным, транспарентным и заслуживающим доверия». Франкофония и Содружество также высоко оценили выборы. Фред Митчелл, бывший министр иностранных дел Багамских островов, возглавлял миссию Содружества в Камеруне; он сказал, что нет никаких признаков того, что людей принуждали голосовать, и выборы были проведены мирно.

## Результаты
| Кандидат                                                                                  | Партия                                        | Голосов   | %     |
| ----------------------------------------------------------------------------------------- | --------------------------------------------- | --------- | ----- |
| Поль Бийя                                                                                 | Камерунское народное демократическое движение |           | 77,99 |
| Ни Джон Фру Нди                                                                           | Социал-демократический фронт                  |           | 10,71 |
| Гарга Аман Аджи                                                                           | Альянс За демократию и развитие               |           | 3,21  |
| Адаму Ндам Нджойя                                                                         | Демократический союз Камеруна                 |           | 1,73  |
| Поль Абин Аях                                                                             | Народная партия действий                      |           | 1,26  |
| Эдит Кахбанг Валла                                                                        | Народная партия Камеруна                      |           | 0,72  |
| Альберт Дзонганг                                                                          | Динамика национального возрождения            |           | 0,55  |
| Жан де Дье Момо                                                                           | Демократы-патриоты за развитие Камеруна       |           | 0,49  |
| Жан-Жак Экинди                                                                            | Прогрессивное движение                        |           | 0,45  |
| Бернард Муна                                                                              | Альянс прогрессивных сил                      |           | 0,38  |
| Недействительные/пустые бюллетени                                                         | Недействительные/пустые бюллетени             | 114 185   | -     |
| Всего                                                                                     | Всего                                         | 4 951 434 | 100   |
| Зарегистрированные избиратели/явка                                                        | Зарегистрированные избиратели/явка            | 7 251 651 | 68,20 |
| Источник: African Elections Database Архивная копия от 3 сентября 2011 на Wayback Machine |                                               |           |       |

## Последствия
Бия был приведён к присяге на второй срок в качестве президента в церемонии, состоявшейся в Национальном собрании 3 ноября.